# Paul Stewart (Politiker)

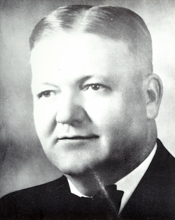
Paul Stewart

Paul Stewart (* 27. Februar 1892 in Clarksville, Arkansas; † 13. November 1950 in Antlers, Oklahoma) war ein US-amerikanischer Politiker. Zwischen 1943 und 1947 vertrat er den dritten Wahlbezirk des Bundesstaates Oklahoma im US-Repräsentantenhaus.

## Werdegang
Im Jahr 1894 zog Paul Stewart mit seinen Eltern in das Indianergebiet, wo sich die Familie ab 1894 im heutigen McCurtain County niederließ. Stewart besuchte keine Schule, sondern eignete sich das notwendige Wissen durch Selbstbildung an. Bereits im Alter von 13 Jahren war er in Spencerville, das ebenfalls im Indianergebiet lag, als Händler tätig. Im Jahr 1910 zog er nach Haworth in Oklahoma, wo er bis 1919 weiter als Händler auftrat. Gleichzeitig studierte er Jura. Nach seiner 1915 erfolgten Zulassung als Rechtsanwalt begann er auch diesen Beruf auszuüben. Zwischen 1914 und 1922 war Paul Stewart Posthalter in Haworth.
Politisch wurde Stewart Mitglied der Demokratischen Partei. Zwischen 1922 und 1926 war er Abgeordneter im Repräsentantenhaus von Oklahoma. Danach gehörte er zwischen 1926 und 1942 dem Staatssenat an. Dort leitete er von 1929 bis 1930 die Fraktion der Demokraten. In den Jahren 1933 und 1934 war er Präsident dieses Gremiums. In dieser Funktion war er 1933 kurzzeitig kommissarischer Gouverneur. Im Jahr 1929 zog er nach Antlers, wo er zwischen 1929 und 1950 eine Wochenzeitung herausgab. Außerdem wurde er Viehzüchter, Farmer und Hotelier.
1942 wurde Paul Stewart in das US-Repräsentantenhaus in Washington, D.C. gewählt, wo er am 3. Januar 1943 Wilburn Cartwright ablöste. Nach einer Wiederwahl im Jahr 1944 konnte er bis zum 3. Januar 1947 zwei Legislaturperioden im Kongress absolvieren. 1946 stellte er sich nicht mehr zur Wahl. Er widmete sich bis zu seinem Tod im Jahr 1950 wieder seinen privaten Geschäften. Stewart starb in Antlers und wurde dort auch beigesetzt.